# Яо (император)
Яо (кит. 堯 — Высоченный, 2376 – 2255 годы до н.э.) — легендарный китайский император, 4-й из «Пяти Древних Императоров», сочетавший в своём образе божественные и человеческие черты. Носил также имена И Ци (伊祁) или Ци (祁) – родовое имя; получил титул Тао Тан (陶唐); также – Фан Сюнь (放勳), как второй сын императора Ку; и также – Тан Яо (唐堯).
Матери Яо поклонялись как богине Яо Му.

## Предание

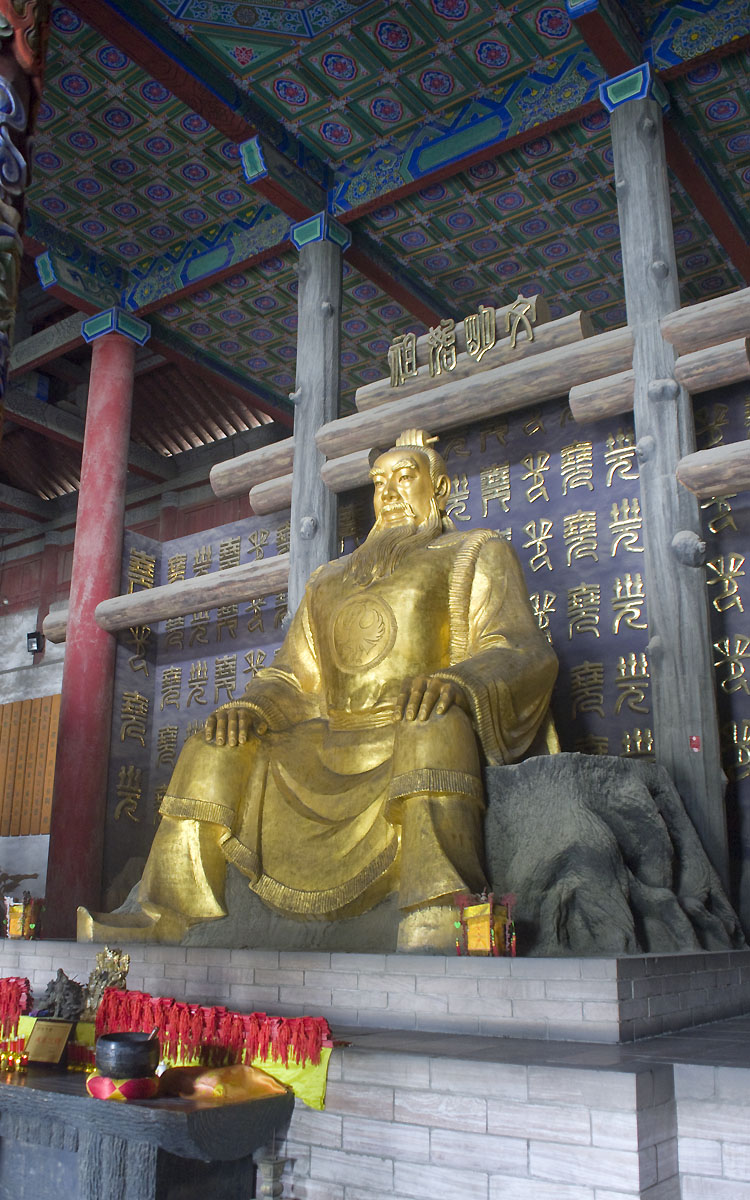
Статуя императора Яо в зале Гуаньюнь храма Яо в Линьфэнь

Был вторым сыном легендарного императора Поднебесной Ди Ку, третьего из «Пяти Древних Императоров». Занял престол в 20-летнем возрасте и правил 71 год (по китайской традиции ему записаны 100 лет правления, 2356–2256 годы до н. э., хотя он прожил 119 лет, отдав правление своему зятю Шуню за 28 лет до своей кончины). Одной из основных заслуг Яо перед человечеством было то, что он, построил многочисленные дамбы и каналы, с помощью которых сумел остановить и утихомирить мировой потоп, возникший вследствие разлива реки Хуанхэ и грозивший уничтожить на Земле всё живое.
К другим заслугам Яо относится изобретение им календаря сельскохозяйственных работ, цикл которого ему подсказало чудесное «календарное растение», росшее у Яо. Первые 15 дней на его ветвях вырастало по одному листу, а затем следующие 15 дней так же по одному листу облетало. Также Яо, совместно с Небесным стрелком И, усмирил взбунтовавшихся духов ветров.
В китайской традиции Яо известен как воплощение личной скромности, заботы о подданных и жертвенности. Конфуций считал его, наряду с легендарными императорами Шунем и Юем, воплощением «совершенного человека». Яо одевался очень просто, жил в простой хижине, крытой камышом и питался отваром из диких трав и неочищенного риса. Во время своего правления Яо пришлось вести длительные и кровопролитные войны с племенами мяо, постоянно нападавшими на Китай.
Философ Чжуан-цзы (ок. IV века до н. э.) писал: «Император Яо много трудился и воображал, что правит идеально. После того как он посетил Четырех Хозяев на отдалённом острове Тью Ше (Tiou Chee), населённом „настоящими людьми“ Чен Ян (Tchenn Jen), он понял, что только всё портил. Идеал — это безразличие сверхчеловека, который позволяет крутиться космическому колесу».
Наследником престола Яо сделал не своего недостойного сына Даньчжу, а мудрого советника Шуня, за которого выдал двух своих дочерей. Яо также повелел астрономам Си и Хэ начать регулярное наблюдение за небесными телами, что положило начало китайской астрономии. Важнейший традиционный источник материалов по китайской древности, конфуцианский сборник «Шу цзин» (III век до н. э.), ведёт отсчёт китайской истории именно с императора Яо (см. «Канон Яо» 堯典).

## Захоронение
Существует несколько мест, исторически отождествляемых с могилой Яо. Одно из них находится в Линьфэне, провинция Шаньси. В 1781 г. император Цяньлун отклонил просьбу Цянь Цзая об официальном провозглашении подлинным захоронением могилы в Гулине, провинция Шаньдун.